# Revolución abasí
La Revolución abasí, también llamada Movimiento de los Hombres de las Ropas Negras, se refiere al derrocamiento del Califato omeya (661-750 d. C.), el segundo de los cuatro califatos principales en la historia islámica temprana, por parte del tercer califato, el califato abasí (750-1258 d. C.). Llegando al poder tres décadas después de la muerte del profeta musulmán Mahoma e inmediatamente después del Califato Rashidun, los omeyas fueron un imperio árabe feudal que gobernaba sobre una población que en su gran mayoría no era ni árabe ni musulmana. Los habitantes no árabes del imperio (o mawali) eran tratados como ciudadanos de segunda clase, independientemente de si se convertían o no al islam, y este descontento que avanzaba sin distingo de fe o etnia condujo en última instancia  al derrocamiento de los omeyas. Los miembros de la dinastía Abasí afirmaban que descendían de al-Abbas, un tío del Profeta.
La revolución marcó esencialmente el final del imperio árabe y el comienzo de un estado más inclusivo y multiétnico en el Oriente Próximo y Medio. Recordada como una de las revoluciones mejor organizadas durante el periodo histórico en el que tuvo lugar, reorientó el enfoque del mundo musulmán hacia el este.

## Antecedentes
Para la década de 740, el imperio omeya se encontraba en estado crítico. Una disputa sucesoria en el año 744 había conducido a la tercera guerra civil musulmana, que azotó a todo el Oriente Próximo durante dos años. Al año siguiente, al-Dahhak ibn Qays al-Shaybani inició una rebelión jariyí que continuó hasta el año 746. Al mismo tiempo, estalló una rebelión contra la decisión de Marwan II de trasladar la capital de Damasco a Harrán, lo que conllevó la destrucción de Homs, también en 746. Marwan II no logró pacificar las provincias sino hasta el año 747, apenas unos meses antes del estallido de la Revolución abasí.
Nasr ibn Sayar fue nombrado gobernador del Jorasán por Hisham ibn Abd al-Malik en 738. Se mantuvo en su puesto durante toda la guerra civil y fue confirmado como gobernador por Marwan II poco después de su fin.
El gran tamaño del Jorasán y su baja densidad de población supusieron en la práctica que los habitantes árabes, tanto militares como civiles, vivieran mayoritariamente fuera de las guarniciones construidas durante la expansión del islam. Esto contrastaba con el resto de las provincias omeyas, donde los árabes tendían a aislarse en fortalezas y evitaban la interacción con los lugareños. Los colonos árabes en el Jorasán abandonaron su estilo de vida tradicional y se establecieron entre los pueblos nativos iraníes. Mientras que en otras partes del Imperio se desalentaba o incluso se prohibía el matrimonio con árabes, lentamente se convirtió en un hábito en el Jorasán oriental; cuando los árabes comenzaron a adoptar la vestimenta persa y las dos lenguas se influenciaron entre sí, las barreras étnicas se vinieron abajo.

## Causas
El apoyo a la revolución abasí provino de personas de diversos orígenes y casi todos los niveles de la sociedad apoyaron la oposición armada al gobierno omeya. Este apoyo fue especialmente pronunciado entre los musulmanes de ascendencia no árabe, aunque incluso los musulmanes árabes se sentían molestos con el dominio omeya y la autoridad centralizada sobre su estilo de vida nómada. Tanto sunitas como chiitas apoyaron los esfuerzos para derrocar a los omeyas, como también lo hicieron los súbditos no musulmanes del imperio que sufrían discriminación religiosa.

### Descontento entre los musulmanes chiitas

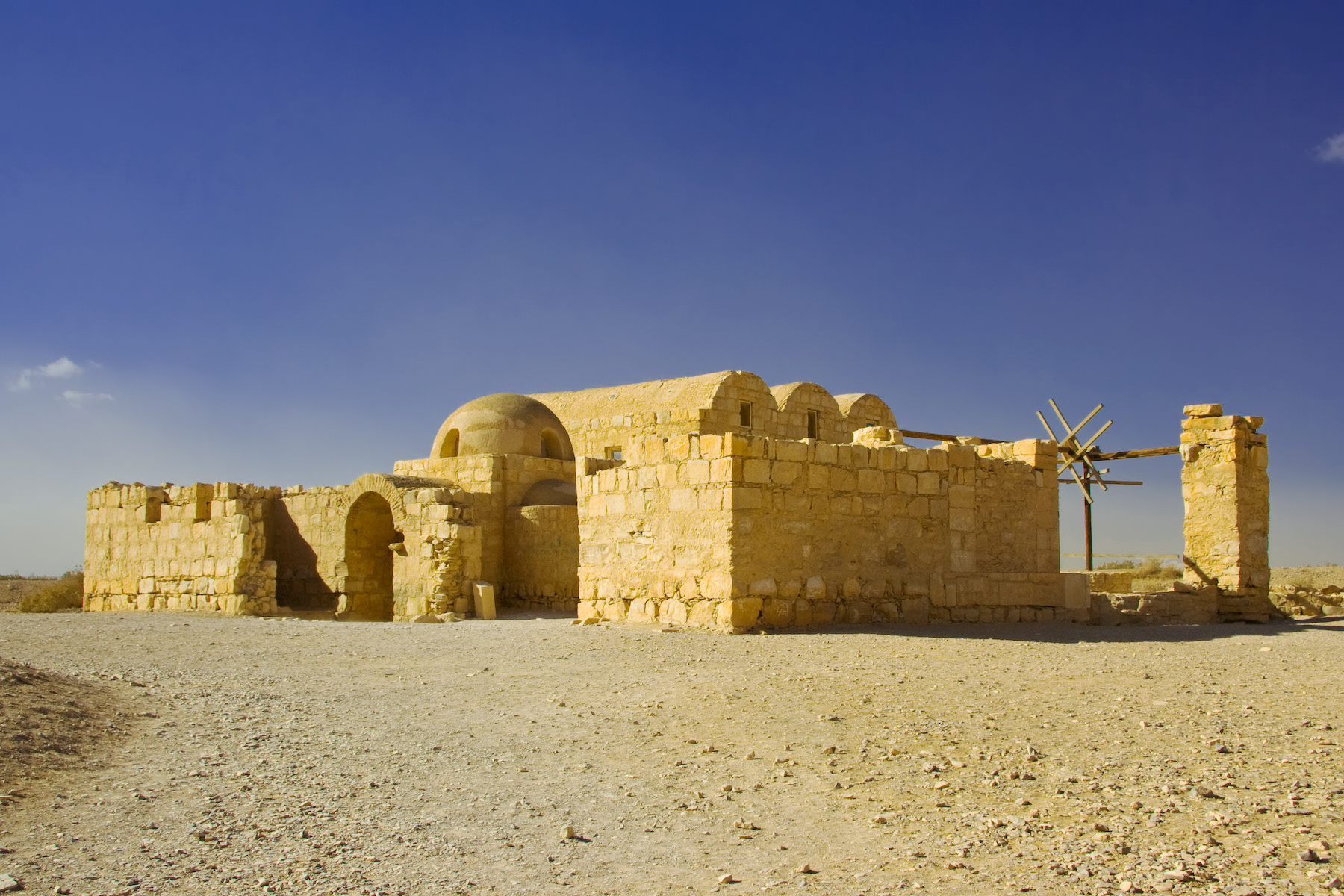
Los restos Qasr Amra, un palacio en el desierto donde los príncipes omeyas eran conocidos por la indulgencia y la extravagancia.

Después de la batalla de Karbala, que condujo a la masacre de Husáin ibn Ali (el nieto de Mahoma) y de sus familiares y compañeros por parte del ejército omeya en 680 d. C., los chiitas comenzaron a usar este evento como un grito de guerra que los unía en su oposición contra los omeyas. Los abasíes también usaron extensivamente la memoria de Karbala para ganar el apoyo popular contra los omeyas.
El movimiento Hashimiyya (una subsecta de los chiíes kaysanitas) fue en gran parte responsable de dar comienzo a los esfuerzos finales en contra la dinastía omeya, inicialmente con el objetivo de reemplazar a los omeyas con una familia gobernante alide (es decir, descendientes de Ali). En cierta medida, la rebelión en contra de los omeyas tuvo una asociación temprana con las ideas chiitas. Ya se habían producido varias revueltas chiitas contra el dominio omeya, aunque eran explícitas en su deseo de tener un gobernante alide. Zayd ibn Ali luchó contra los omeyas en Irak, mientras que Abdallah ibn Mu'awiya incluso estableció un gobierno temporal sobre Persia. El asesinato de los dos no solo aumentó el sentimiento antiomeyas entre los chiitas, sino que también les dio a los chiitas y a los sunitas en Irak y Persia un grito de guerra común. Al mismo tiempo, la captura y asesinato de las principales figuras de la oposición chiita hizo que los abasíes fueran los únicos contendientes de manera realista para llenar el vacío que dejarían los omeyas.
Los abasíes se mantenían en silencio acerca de su identidad, simplemente afirmando que querían un gobernante de entre los descendientes de Mahoma sobre cuya elección como califa coincidiera la comunidad musulmana. Muchos chiitas naturalmente asumieron que esto significaba un gobernante alide, una creencia que los abasíes alentaban tácitamente para obtener el apoyo chiita. Aunque los abasíes eran miembros del clan Banu Hashim, rivales de los omeyas, la palabra Hashimiyya parece referirse específicamente a Abd-Allah ibn Muhammad ibn al-Hanafiyyah, nieto de Alí e hijo de Muhammad ibn al-Hanafiyyah 
Según ciertas tradiciones, Abd-Allah murió en 717 en Humeima, en la casa de Mohammad ibn Ali Abbasi, el jefe de la familia abasida, y antes de morir, nombró a Muhammad ibn Ali como su sucesor. Aunque la anécdota se considera un invento, en ese momento le permitió a los abasíes reunir a los partidarios de la revuelta fallida de Mujtar al-Thaqafi, quienes se habían proclamado partidarios de Muhammad ibn al-Hanafiyya. Para el momento en que la revolución había alcanzado su pleno apogeo, la mayoría de los chiíes kaysanitas habían pasado su lealtad a la dinastía abasí (en el caso de los Hashimiyya), o se habían convertido a otras ramas del chiismo y los kaysanitas dejaron de existir.

### Descontento entre los musulmanes sunitas no-árabes
El estado omeya es recordado como un estado de preponderancia árabe: dirigido por y para el beneficio de aquellos que eran étnicamente árabes aunque musulmanes de credo. Los musulmanes no árabes estaban molestos por su posición social marginal y se vieron fácilmente atraídos por la oposición abasí a la dominación omeya. Los árabes dominaban la burocracia y el ejército, y se alojaban en fortalezas separadas de la población local fuera de Arabia. Incluso después de convertirse al islam, los no árabes o Mawali no podían vivir en estas ciudades guarnicionadas. A los no-árabes no se les permitía trabajar para el gobierno ni podían ocupar rangos de oficiales en el ejército omeya y aun así tenían que pagar impuesto de la yizia para los no-musulmanes. Los no-musulmanes bajo el dominio omeya estaban sujetos a estos mismos mandamientos. Los matrimonios raciales entre árabes y no árabes eran infrecuentes. Cuando ocurrían, solo eran permitidos entre un hombre árabe y una mujer no árabe, mientras que los hombres no árabes generalmente no eran libres de casarse con mujeres árabes.
La conversión al islam ocurrió gradualmente. Si un no-árabe deseaba convertirse al islam, no solo tenía que renunciar a sus nombres propios, sino que también debía seguir siendo un ciudadano de segunda clase. Los no-árabes eran "adoptados" por una tribu árabe, aunque en realidad no adoptaban el nombre de la tribu ya que eso pondría en riesgo la contaminación de la supuesta pureza racial árabe. Por el contrario, los no-árabes tomaban el apellido de "liberto por al- (nombre de la tribu)", incluso si no eran esclavos antes de convertirse. Esto esencialmente significaba que estaban subordinados a la tribu que patrocinaba su conversión.
Aunque los conversos al islam constituían aproximadamente el 10% de la población nativa – la mayoría de las personas que vivían bajo el dominio omeya no eran musulmanas –, este porcentaje era significativo debido a la escasa cantidad de árabes.  Gradualmente, los musulmanes no árabes superaron en número a los musulmanes árabes, causando alarma entre la nobleza árabe. Socialmente, esto planteó un problema ya que los omeyas veían el islam como la propiedad de las familias aristocráticas árabes. También se planteaba un problema financiero bastante grande para el sistema omeya. Si los nuevos conversos al islam de los pueblos no árabes dejaban de pagar el impuesto de la yizia estipulado por el Corán para los no-musulmanes, el imperio se iría a la bancarrota. Esta falta de derechos civiles y políticos finalmente llevó a los musulmanes no árabes a apoyar a los abasíes, a pesar de que estos últimos también eran árabes.
Incluso cuando los gobernadores árabes empezaro a adoptar los métodos iraníes más sofisticados de administración gubernamental, a los no-árabes todavía se les impedía ejercer tales cargos. A los no-árabes ni siquiera se les permitía usar ropa de estilo árabe, tan fuertes eran los sentimientos de superioridad racial árabe cultivados por los omeyas. Gran parte del descontento que esto causó condujo al movimiento Shu'ubiyya, una declaración de la igualdad racial y cultural entre no-árabes y árabes. El movimiento ganó apoyo entre egipcios, arameos y bereberes, aunque este movimiento fue más pronunciado entre los iraníes.

#### Represión de la cultura iraní

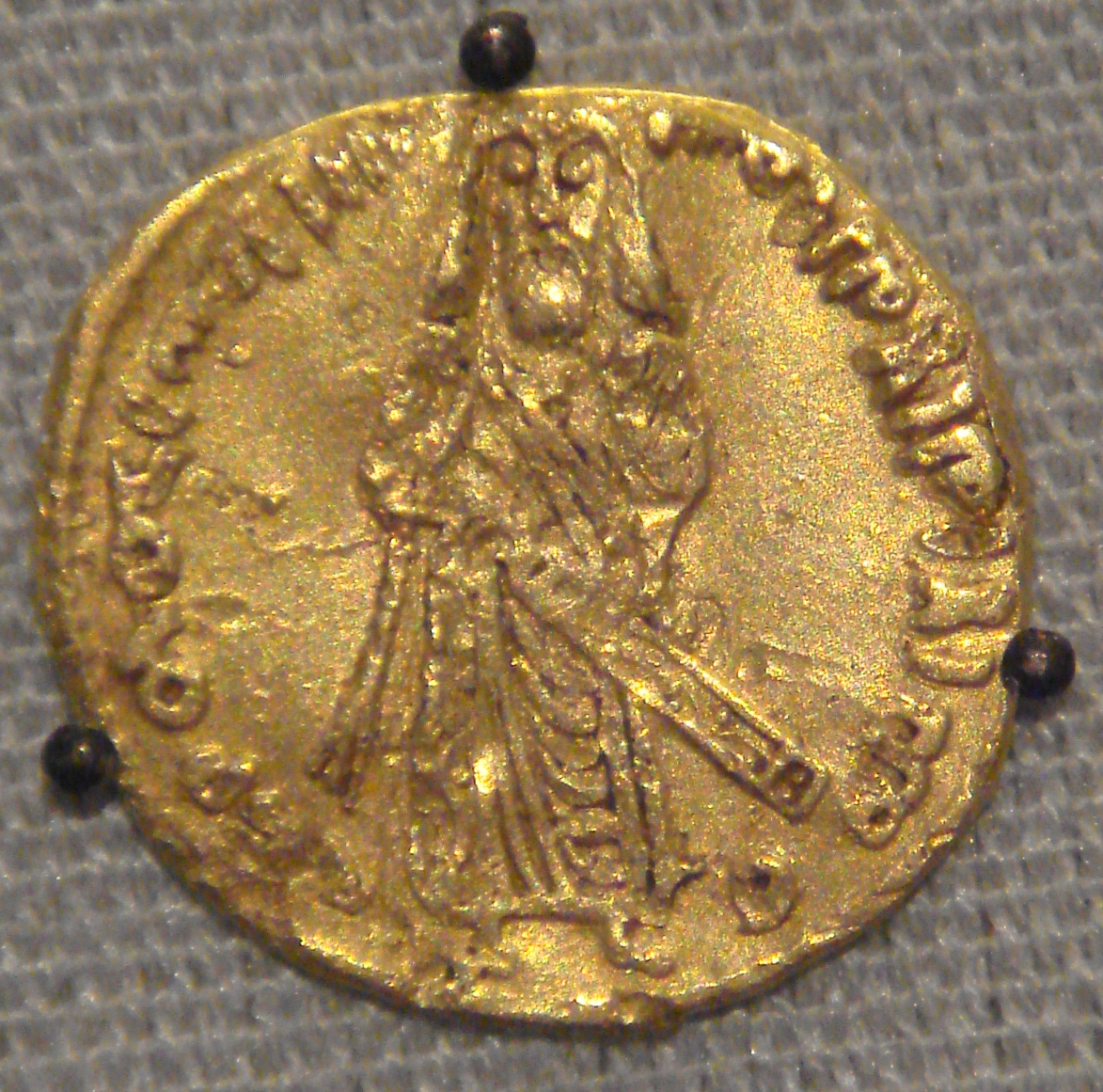
Monedas que representan al califa omeya Abd al-Malik ibn Marwan

La temprana conquista musulmana de Persia se combinó con una política de arabización antiiraní que causó mucho descontento. Al controvertido gobernador omeya Al-Hayyach ibn Yúsuf le molestaba el uso del persa como idioma de la corte en el imperio islámico oriental, y ordenó que todo el persa escrito y hablado fuera suprimido tanto en el gobierno como incluso entre el público en general, por la fuerza si era necesario. Los historiadores contemporáneos escribieron que al-Hayyach contribuyó a la muerte del idioma corasmiano, estrechamente relacionado con el persa. Una vez que los omeyas se expandieron a Corasmia, un bastión de la civilización iraní oriental, al-Hayyach ordenó la ejecución de cualquiera que pudiera leer o escribir el idioma, hasta el punto de que solo sobrevivieron los analfabetos.

### Descontento entre los no-musulmanes
El apoyo a la rebelión abasí fue un ejemplo temprano de personas de diferentes religiones uniéndose para defender una causa común. Esto se debió en gran parte a las medidas de los omeyas que se consideraban particularmente opresivas para cualquiera que siguiera una fe que no fuera el islam. En 741, los omeyas decretaron que los no-musulmanes no podían servir en puestos gubernamentales. Los abasíes eran conscientes de este descontento e hicieron esfuerzos para equilibrar tanto su carácter musulmán como su circunscripción parcialmente no-musulmana.
La persecución a los zoroastrianos fue parte de la política estatal durante la época de los omeyas. Al-Hayyach supuestamente mató a todo el clero zoroastriano tras la conquista de las tierras iraníes orientales, quemando toda la literatura zoroastriana y destruyendo la mayoría de sus edificios religiosos. La aristocracia no-musulmana alrededor de Merv apoyó a los abasíes, y por lo tanto mantuvo su estatus como una clase gobernante privilegiada independientemente de sus creencias religiosas.

## Eventos

### Crecimiento
Comenzando alrededor de 719, misiones hashimiyyas empezaron a buscar adeptos en Jorasán. Su campaña estaba enmarcada como una de proselitismo. Buscaban apoyo para «un miembro de la Casa del Profeta que complacerá a todos», sin mencionar explícitamente a los abasíes. Estas misiones tuvieron éxito tanto entre árabes como entre no-árabes, aunque los últimos puede haber jugado un papel particularmente importante en el crecimiento del movimiento. Varias rebeliones chiitas —lanzadas por kaysanitas, hashimiyyas y chiitas regulares— habían tenido lugar en los últimos años de la dominación omeya, justo al mismo tiempo que los ánimos se irritaban entre los contingentes sirios del ejército omeya con respecto a las alianzas y las malas acciones tomadas durante la Segunda y Tercera Fitnas.
En este momento Kufa era el centro de la oposición al gobierno de los omeyas, en particular partidarios de Ali y chiitas. En 741-42, Abu Muslim hizo su primer contacto con agentes abasíes allí, y finalmente fue presentado al líder de los abasíes, el Imam Ibrahim, en La Meca. Alrededor de 746, Abu Muslim asumió el liderazgo de los hashimiyyas en Jorasán. A diferencia de las revueltas alides que eran explícitas y directas sobre sus demandas, los abasíes junto con sus aliados hashimiyyas lentamente construyeron un movimiento clandestino de resistencia al dominio omeya. Se usaron redes secretas para construir una base de apoyo de poder en las tierras musulmanas orientales para garantizar el éxito de la revolución. Este crecimiento progresivo no solo tuvo lugar inmediatamente después de la revuelta Zaydí en Irak, sino también de manera simultánea a la rebelión bereber en Iberia y el Magreb, la rebelión Ibadí en Yemen y el Hiyaz, y la Tercera Fitna en el Levante, y la rebelión de Al-Jariz ibn Suraich en Jorasán y Asia Central ocurriendo al mismo tiempo que la revolución misma. Los abasíes pasaron su tiempo de preparación viendo cómo el Imperio omeya era asediado desde adentro en los cuatro puntos cardinales, y el Profesor Emérito G. R. Hawting de la Escuela de Estudios Orientales y Africanos de la Universidad de Chicago afirmó que incluso si los gobernantes omeyas hubieran sabido acerca de los preparativos de los abasíes, no les habría sido posible movilizarse contra ellos.

#### Revuelta de Ibn Suraich
En 746, Ibn Suraich se rebeló en Merv sin éxito al principio, incluso perdiendo a su secretario Jahm bin Safuan. Después de unir fuerzas con otras facciones rebeldes, Ibn Suraich obligó al gobernador omeya Nasr Ibn Sayar y a sus fuerzas a replegarse a Nishapur.  Las dos facciones se traicionaron mutuamente poco después, y la de Ibn Suraich fue aplastada. El Jorasán occidental estaba controlado entonces por Abdallah ibn Muawiya, separando a Ibn Sayar, en el este, de Marwan II. En el verano de 747, Ibn Sayar solicitó la paz, que aceptaron los rebeldes que quedaban. El jefe rebelde fue asesinado por un hijo de Ibn Suraich en venganza por la muerte de éste, mientras que, al mismo tiempo, otra revuelta chií había comenzado en las aldeas. El hijo de los rebeldes restantes firmó el acuerdo de paz e Ibn Sayar regresó a su puesto en Merv en agosto de 747, justo después de que Abu Muslim emprendiese su propio levantamiento antiomeya

### Fase de Jorasán
El 9 de junio de 747 (Ramadán 25, 129AH), Abu Muslim inició con éxito una rebelión abierta contra el dominio omeya, que se llevó a cabo bajo la bandera del Estandarte Negro. Cerca de diez mil soldados estaban bajo el mando de Abu Muslim cuando las hostilidades comenzaron oficialmente en Merv. El 14 de febrero de 748 estableció el control de Merv, expulsando al gobernador omeya Nasr ibn Sayyar menos de un año después de que este último sofocara la revuelta de Ibn Suraich, y enviara un ejército hacia el oeste.
El recientemente comisionado oficial abasí Qahtaba ibn Shabib al-Ta'i, junto con sus hijos Al-Hasan ibn Qahtaba y Humayd ibn Qahtaba, persiguió a Ibn Sayyar hasta Nishapur y luego lo empujó más al oeste hasta Qumis, en el oeste de Irán. Ese agosto, al-Ta'i derrotó a una fuerza omeya de 10,000 hombres en Gorgán. Ibn Sayyar se reagrupó con refuerzos del califa en Rayy, solo para que la ciudad cayera también junto con el comandante del califa. Una vez más, Ibn Sayyar huyó al oeste y murió el 9 de diciembre de 748 cuando intentaba llegar a Hamadán. Al-Ta'i se movió hacia el oeste a través de Jorasán, derrotando a una fuerza omeya de 50 000 en Isfahán en marzo de 749.
En Nahavand, los omeyas intentaron ofrecer su última resistencia en Jorasán. Las fuerzas omeyas que huían de Hamedán y el resto de hombres de Ibn Sayyar se unieron a los que ya estaban guarnecidos. Qahtaba derrotó a un contingente de ayuda omeya proveniente de Siria mientras su hijo al-Hasan puso sitio a Nahavand por más de dos meses. Las unidades militares omeyas de Siria dentro de la guarnición hicieron un trato con los abasíes, salvando sus propias vidas al vender a las unidades omeyas de Jorasán, quienes fueron todos ejecutados. Después de casi noventa años, el dominio omeya en Jorasán finalmente había llegado a su fin.
Al mismo tiempo que al-Ta'i se tomaba Nishapur, Abu Muslim estaba fortaleciendo el control de los abasíes en el lejano oriente musulmán. Gobernadores abasíes fueron nombrados para Transoxiana y Bactriana, mientras que los rebeldes que habían firmado un acuerdo de paz con Nasr ibn Sayyar también recibieron un acuerdo de paz por parte de Abu Muslim, sólo para ser luego traicionados y aniquilados. Con la pacificación de cualquier elemento rebelde en el este y la rendición de Nahavand en el oeste, los abasíes se convirtieron en gobernantes indiscutibles de Jorasán.

### Fase de Mesopotamia

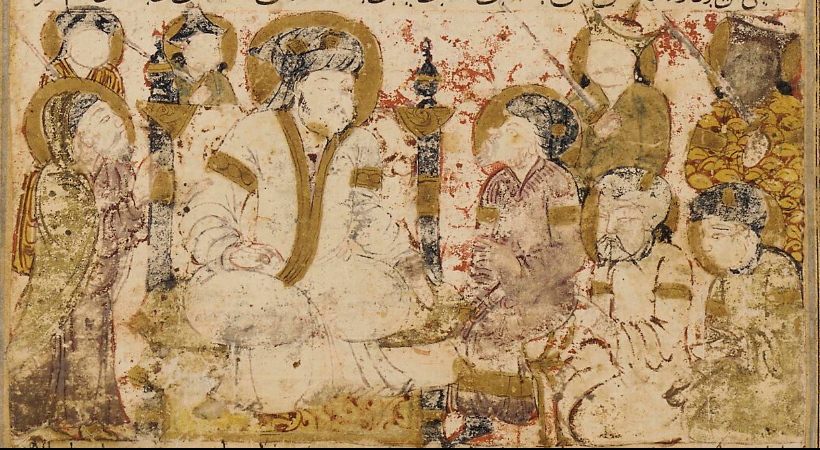
Folio de los registros de Balami que representa As-Saffah mientras recibe promesas de lealtad en Kufa.

Los abasíes no perdieron el tiempo en continuar de Jorasán a Mesopotamia. En agosto de 749, el comandante omeya Yazid ibn Umar al-Fazari intentó reunirse con las fuerzas de al-Ta'i antes de que pudieran llegar a Kufa. Para no verse superados, los abasíes lanzaron un ataque nocturno contra las fuerzas de al-Fazari antes de que tuvieran la oportunidad de prepararse. Durante el ataque, al-Ta'i mismo finalmente cayó en la batalla. A pesar de la pérdida, al-Fazari fue derrotado y huyó con sus fuerzas hacia Wasit. El asedio de Wasit se llevó a cabo desde agosto hasta julio de 750. Aunque se había perdido un comandante militar respetado, una gran parte de las fuerzas omeyas estaban esencialmente atrapadas dentro de Wasit y podían ser dejadas en su prisión virtual mientras se realizaban acciones militares más ofensivas.
Simultáneamente con el asedio en 749, los abasíes cruzaron el Éufrates y capturaron Kufa. El hijo de Khalid al-Qasri, un oficial omeya en desgracia que había sido torturado a muerte unos años antes, comenzó un motín proabasí que empezó en la ciudadela de la ciudad. El 2 de septiembre de 749, al-Hasan bin Qahtaba entró básicamente caminando a la ciudad y asumió el control. Se produjo cierta confusión cuando Abu Salama, un oficial abasí, presionó para que se eligiera un líder alide. El confidente de Abu Muslim, Abu Yahm, reportó lo que estaba sucediendo, y los abasíes actuaron de forma preventiva. El viernes 28 de noviembre de 749, antes de que el asedio de Wasit hubiera terminado, As-Saffah, el bisnieto al-Abbas (tío de Mahoma), fue reconocido como el nuevo califa en la mezquita de Kufa. Abu Salama, quien presenció cómo doce comandantes militares de la revolución juraban lealtad, fue avergonzado por otros hasta que hizo lo mismo.
Tan pronto como las fuerzas de Qahtaba marcharon de Jorasán a Kufa, también lo hicieron las fuerzas de Abdallah ibn Ali y Abu Awn Abd al-Malik ibn Yazid marchando sobre Mosul. En este punto Marwan II movilizó a sus tropas desde Harrán y avanzó hacia Mesopotamia. El 16 de enero de 750 las dos fuerzas se encontraron en la orilla izquierda de un afluente del río Tigris en la Batalla de Zab y nueve días más tarde Marwan II había sido derrotado y su ejército completamente destruido. La batalla se considera como lo que finalmente selló el destino de los omeyas. Lo único que Marwan II pudo hacer fue huir a través de Siria y hacia Egipto, y cada ciudad omeya se rindió a los abasíes mientras avanzaban en su persecución.
Damasco cayó en manos de los abasíes en abril, y en agosto Marwan II y su familia fueron localizados por una pequeña fuerza dirigida por Abu Awn y Salih Ibn Ali (el hermano de Ali Ibn Abdallah) y fueron asesinados en Egipto. Al-Fazari, el comandante omeya de Wasit, resistió incluso después de la derrota de Marwan II en enero. Los abasíes le prometieron amnistía en julio, pero inmediatamente después de salir de la fortaleza lo ejecutaron. Después de casi exactamente tres años de rebelión, el estado omeya llegó a su fin.

## Tácticas

### Equidad étnica
Militarmente, la organización por unidades de los abasíes se diseñó con el objetivo de alcanzar una equidad étnica y racial entre sus partidarios. Cuando Abu Muslim reclutaba oficiales árabes e iraníes mezclados a lo largo de la Ruta de la Seda, escribía su nombre en sus registros con base no en sus afiliaciones tribales o etnonacionales, sino en sus lugares de residencia actuales. Esto disminuyó en gran medida la solidaridad tribal y étnica y reemplazó ambos conceptos con un sentido de intereses compartidos entre individuos.

### Propaganda
La revolución abasí proporciona un temprano ejemplo medieval de la eficacia de la propaganda. El Estandarte Negro desplegado al comienzo de la fase abierta de la revolución tenía matices mesiánicos gracias a las fallidas rebeliones anteriores lanzadas por miembros de la familia de Mahoma, con marcados sesgos escatológicos y milenarios. Los abasíes —siendo sus líderes descendientes del tío de Mahoma, Al-'Abbás ibn 'Abd al-Muttálib— presentaban a la gente vívidas representaciones históricas del asesinato del nieto de Mahoma e hijo de Ali, Husáin ibn Ali, por parte del ejército del segundo gobernante omeya Yazid I en la batalla de Kerbala, que eran seguidas por promesas de retribución. El foco se ponía cuidadosamente en el legado de la familia de Mahoma, mientras que los detalles acerca de cómo los abasíes realmente pretendían gobernar no eran mencionados. Mientras que los Omeyas habían gastado su energía principalmente en aniquilar la línea Alide de la familia del profeta, los abasíes modificaron cuidadosamente las crónicas musulmanas para poner un mayor énfasis en la relación entre Mahoma y su tío al-Abbás.
Los abasíes pasaron más de un año preparando su campaña de propaganda contra los omeyas. Había un total de setenta propagandistas en toda la provincia de Jorasán, que operaban bajo las órdenes de doce oficiales centrales.

### Secreto
La revolución abásida se distinguió por una serie de tácticas que estuvieron ausentes en otras rebeliones fallidas contra los omeyas hasta ese momento. La principal entre ellas era el secreto. Mientras que las rebeliones chiitas y otras de la época estaban dirigidas por líderes conocidos públicamente que formulaban demandas claras y bien definidas, los abasíes ocultaron no solo sus identidades, sino también su preparación y su simple existencia. As-Saffah iba a llegar a convertirse en el primer califa abbasí, pero no se presentó ante la gente a recibir su lealtad sino hasta después de que el califa omeya y un gran número de sus príncipes ya habían muerto.
Abu Muslim al-Jorasaní, quien fuera el principal comandante militar abasí, era especialmente misterioso: incluso su nombre, que literalmente significa "padre de un musulmán del área grande y llana del imperio musulmán oriental", no brindaba ninguna información significativa sobre él personalmente. Incluso hoy, aunque los académicos están seguros de que era un individuo real y consistente, existe un amplio consenso en que todas las hipótesis concretas acerca de su identidad real son dudosas. El mismo Abu Musulmán desalentaba las investigaciones sobre sus orígenes, enfatizando que su religión y lugar de residencia eran lo único que importaba.
Quienquiera que fuese, Abu Muslim construyó una red secreta de sentimiento proabasí basada entre los oficiales militares árabes e iraníes mezclados a lo largo de las ciudades guarnición sobre la Ruta de la Seda. A través de esta red, Abu Muslim se hizo con apoyo armado para los abasíes por parte de una fuerza multiétnica, años antes de que la revolución saliera a la luz pública. Estas redes resultaron esenciales, ya que los oficiales guarnecidos a lo largo de la Ruta de la Seda habían pasado años luchando contra las feroces tribus turcas de Asia Central y eran expertos en táctica y guerreros experimentados y respetados.

## Consecuencias

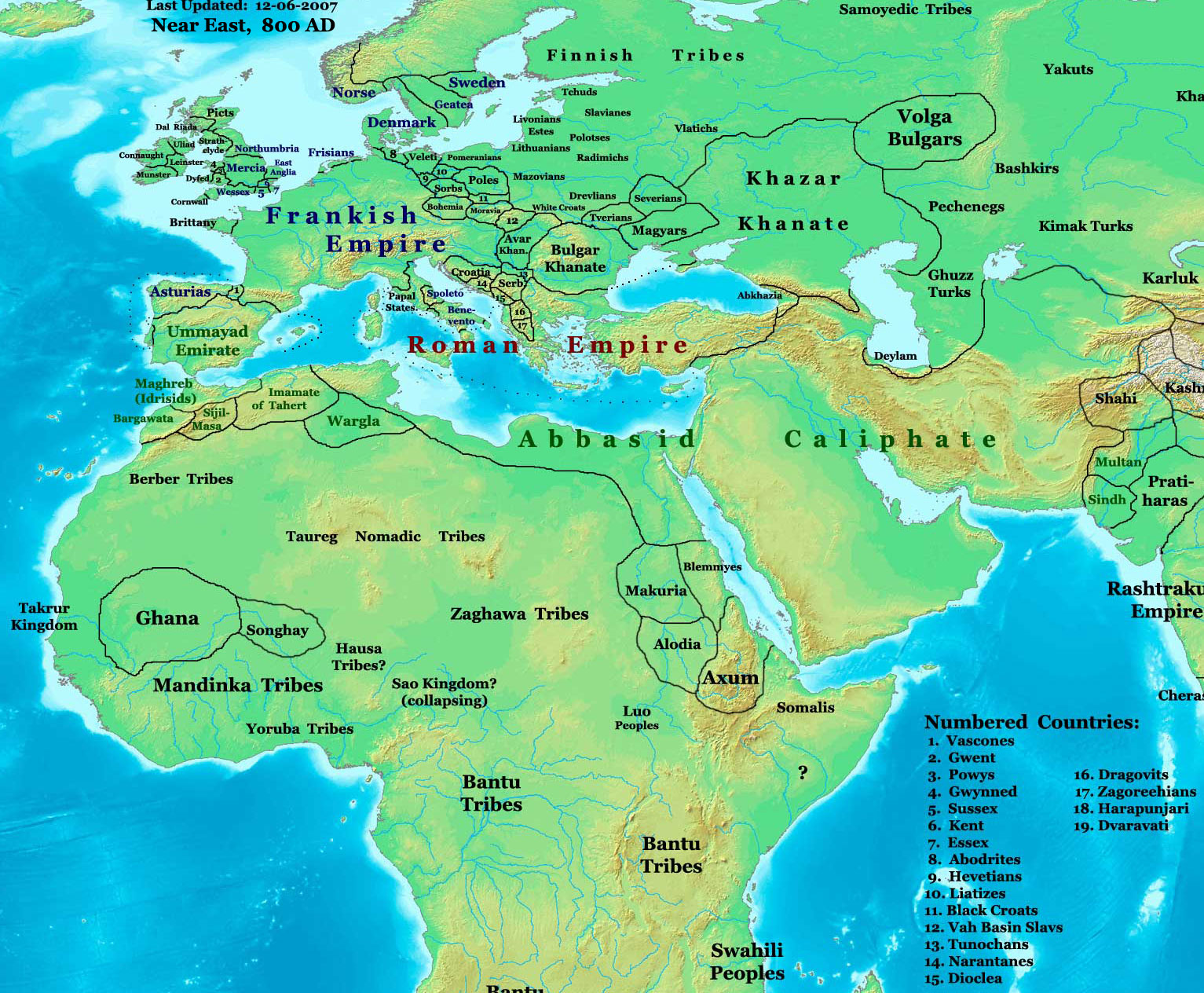
Fronteras nacionales en la región por 800 AD.

Los vencedores profanaron las tumbas de los omeyas en Siria, salvando solo a la de Úmar II, y la mayoría de los miembros restantes de la familia omeyas fueron rastreados y asesinados. Cuando los abasíes declararon la amnistía para los miembros de la familia omeya, ochenta se reunieron en Jaffa a recibir perdones y todos fueron masacrados.
Inmediatamente después, los abasíes se movilizaron a consolidar su poder contra sus anteriores aliados que ahora eran vistos como rivales. Cinco años después de que la revolución tuviese éxito, Abu Muslim fue acusado de herejía y traición por el segundo califa abasí al-Mansur. Abu Muslim fue ejecutado en el palacio en 755 a pesar de recordarle a al-Mansur que fue él (Abu Muslim) quien llevó a los abasíes al poder,  y sus compañeros de viaje fueron sobornados para que mantuvieran silencio. El descontento por la brutalidad del califa y la admiración por Abu Muslim dieron inicio a rebeliones en contra la dinastía Abasí en Jorasán y Kurdistán.
Aunque los chiitas fueron claves para el éxito de la revolución, los intentos abasíes de demostrar su ortodoxia a la luz de los excesos materiales omeyas llevaron a una persecución continua en contra de los chiitas. Por otro lado, los no-musulmanes recuperaron los puestos gubernamentales que habían perdido bajo los omeyas. Judíos, cristianos nestorianos, zoroastrianos e incluso budistas fueron reintegrados a un imperio más cosmopolita centrado en torno a la nueva ciudad, diversa étnica y religiosamente, de Bagdad.
Los abasíes se convirtieron esencialmente en marionetas de gobernantes seculares a partir de 950, aunque su linaje como califas de nombre continuó hasta 1258 cuando las hordas mongolas mataron a Al-Mustá'sim, el último califa abasí en Bagdad. El período de gobierno real y directo por parte de los abasíes duró casi exactamente doscientos años.
Un nieto de Hisham ibn Abd al-Málik, Abderramán I, sobrevivió y estableció un reino en al-Ándalus (Iberia árabe) después de cinco años de viaje hacia el oeste. En el transcurso de treinta años, derrocó a los gobernantes Fihríes y resistió las incursiones abasíes para así establecer el Emirato de Córdoba. Este se considera una extensión de la dinastía omeya, y gobernó desde Córdoba desde 756 hasta 1031.

## Legado
La revolución abasí ha sido de gran interés para los historiadores occidentales y musulmanes.  Según Saïd Amir Arjomand, profesor de sociología de la Universidad Estatal de Nueva York, las interpretaciones analíticas de la revolución son infrecuentes, y la mayoría de discusiones simplemente se alinean detrás de la interpretación iraní o árabe de los acontecimientos. Con frecuencia, historiadores antiguos europeos consideraban el conflicto únicamente como un levantamiento no-árabe en contra de los árabes. Bernard Lewis, profesor emérito de Estudios del Cercano Oriente en la Universidad de Princeton, señala que si bien la revolución ha sido a menudo caracterizada como una victoria persa y una derrota árabe, el califa era aún un árabe, el idioma de la administración era todavía el árabe y la nobleza árabe no se vio obligada a renunciar a sus propiedades; más bien, los árabes simplemente se vieron obligados a compartir los frutos del imperio por igual con otras razas.

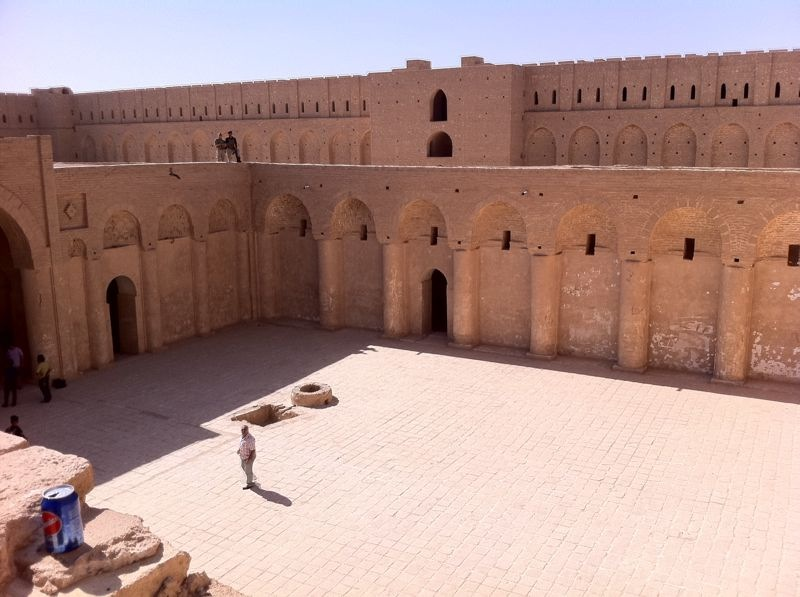
Fortaleza de Al-Ukhaidir, un temprano ejemplo de la arquitectura abasí

C. W. Previté-Orton argumenta que las razones del declive de los omeyas se encuentran en la rápida expansión del Islam. Durante el período omeya, las conversiones masivas trajeron al islam a iraníes, bereberes, coptos y asirios. Estos «clientes», como los árabes se referían a ellos, a menudo eran más educados y más civilizados que sus amos árabes. Los nuevos conversos, sobre la base de la igualdad de todos los musulmanes, transformaron el panorama político. Previté-Orton también argumenta que el feudo entre los árabes de Siria y los de Irak debilitó aún más al imperio.
La revolución condujo a la emancipación de personas no-árabes que se habían convertido al islam, otorgándoles igualdad social y espiritual con los árabes. Una vez eliminadas las restricciones sociales, el islam pasó de ser un imperio étnico árabe a convertirse en una religión mundial universal.  Esto condujo a un gran intercambio cultural y científico conocido como la Edad de Oro Islámica, y la mayoría de los logros se produjeron bajo los abasíes. Lo que más tarde se conoció como la civilización y la cultura islámica fue definida por los abasíes, y no por los anteriores califas ortodoxos y omeyas. Se aceptaron nuevas ideas en todas las áreas de la sociedad, independientemente de su origen geográfico, y empezó la aparición de instituciones sociales que eran islámicas antes que árabes. Aunque no existió una clase de clero musulmán durante el primer siglo del Islam, fue con la revolución abasí y después de esta que los Ulama aparecieron como una fuerza en la sociedad, posicionándose como árbitros de la justicia y la ortodoxia.
Con el traslado hacia el oriente de la capital desde Damasco a Bagdad, el Imperio abasí adquirió finalmente un carácter claramente persa, en oposición al carácter árabe de los omeyas. Los gobernantes se volvieron cada vez más autocráticos, a veces reclamando el derecho divino en defensa de sus acciones.

## Historiografía
Una historia precisa y completa de la revolución ha resultado difícil de compilar por varias razones. No hay relatos contemporáneos, y la mayoría de las fuentes fueron escritas más de un siglo después de la revolución. Debido a que la mayoría de las fuentes históricas fueron escritas bajo el dominio abasí, la descripción de los omeyas debe tomarse con un grado de escepticismo; tales fuentes describen a los omeyas, en el mejor de los casos, como meros puntos de referencia entre los califas Rashidun y abasíes.
La historiografía de la revolución es especialmente significativa debido al dominio abbasí de la mayoría de las narrativas históricas musulmanas tempranas; fue durante su gobierno que la historia se estableció en el mundo musulmán como un campo independiente separado de la escritura en general. El período inicial de doscientos años, cuando los abasíes en realidad tenían un poder de facto sobre el mundo musulmán, coincidió con la primera composición de la historia musulmana. Otro punto a tener en cuenta es que, si bien la revolución abasí tuvo un trasfondo religioso contra los omeyas irreligiosos y casi seculares, también se produjo una separación entre mezquita y estado bajo los abasíes. Las revisiones historiográficas a menudo se centran en la solidificación del pensamiento y ritos musulmanes bajo los abasíes, los conflictos entre las clases separadas de gobernantes y clérigos dando lugar a la separación eventual entre la religión y la política en el imperio.